# Classe Reina Cristina
La classe Reina Cristina aussi nommée Classe Alfonso XII fut une classe de Croiseur non protégé construite pour la Marine espagnole. Deux navires furent coulés par l’US Navy durant la bataille de Santiago de Cuba en 1898.

## ClasseReina Cristina
| Nom                 | Chantiers navals | Mise en service | Retiré du service | Cause             | Observations                                         |
| ------------------- | ---------------- | --------------- | ----------------- | ----------------- | ---------------------------------------------------- |
| Reina Cristina      | Ferrol           | 1891            | 1898              | Détruit           | Bataille de la baie de Manille (Cavite) 1er mai 1898 |
| Alfonso XII         | Ferrol           | 1892            | 1900              | Retiré du service | Mis au rebut                                         |
| Reina Mercedes (en) | Carthagène       | 1892            | 1898              | Détruit           | A la bataille de Santiago de Cuba 4 juillet 1898     |